# Stargardzki Park Przemysłowy
Stargardzki Park Przemysłowy – park przemysłowy obejmujący rozległy teren w północno-zachodniej części miasta Stargard. Rozciąga się na powierzchni ok. 150 ha.
Park zarządzany jest przez Stargardzką Agencję Rozwoju Lokalnego Sp. z o.o., utworzoną przez miasto Stargard oraz Agencję Rozwoju Przemysłu w Warszawie. 

## Komunikacja
- droga krajowa nr 10
- linia kolejowa nr 351: Szczecin – Stargard – Poznań

## Inwestorzy SPP[2]
1. ALU-POL
2. ALU-STAR
3. ARBET
4. Backer OBR
5. BEN-BRUK
6. Bissa
7. BS
8. BT Top Beton
9. CHEMLAND
10. Dark Light
11. DELTA TECHNIQUE
12. Eltwin
13. EON
14. EURO-MAX
15. FERT-DACH PHU
16. Filter
17. 4Stol
18. Grupa Eurocash
19. G-TERM ENERGY
20. Hydro-Flex
21. In-Stal
22. Izoler
23. JOAN
24. KUCA
25. Luxpol-Bis
26. Markotrans
27. Mekoprint
28. Met-Stal
29. Muszyńscy
30. Nolato
31. Ottensten
32. Ozimek
33. United Bridal Factory
34. Palisander
35. PESTA2
36. Plastikon
37. P&S
38. RAM
39. REM-BUD
40. Scanwir
41. S.I.B.I
42. Spaas Candles
43. Specma
44. STACJA
45. STANLED
46. Stanpol
47. Stargard Borst
48. Stargum
49. Statkiewicz FHU
50. Zakład Przetwórstwa Mięsnego
51. Van Heyghen Stal Polska
52. ZPS